# Лима, Бернарду
Берна́рду Пи́нту Ли́ма (порт. Bernardo Pinto Lima; родился 26 марта 2008, Сан-Жуан-да-Мадейра, Авейру, Португалия) — португальский футболист, полузащитник клуба «Порту».

## Клубная карьера
Воспитанник команд «Санжуаненсе» и «Порту». 9 марта 2025 года дебютировал за фарм-клуб «Порту B», выйдя на замену в матче Сегунда-лиги против «Мафры».

## Карьера в сборной
Выступал за сборные Португалии до 15 и до 16 лет.
В мае-июне 2025 года вместе со сборной Португалии до 17 лет принял участие на чемпионате Европы, выиграв турнир.

## Достижения
Сборная Португалии (до 17 лет)
- Чемпион Европы до 17 лет: 2025